# Loupian

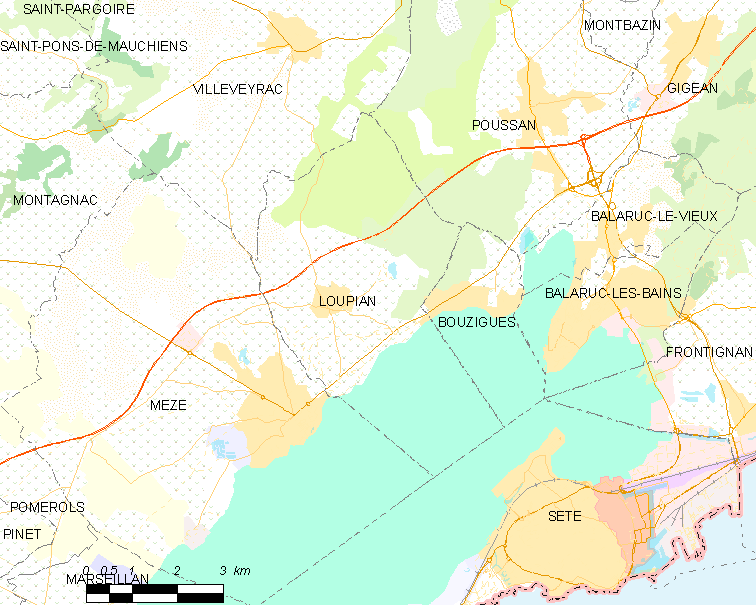
Mapa

 Loupian  es una población y comuna francesa, situada en la región de Occitania, departamento de Hérault, en el distrito de Montpellier y cantón de Mèze.

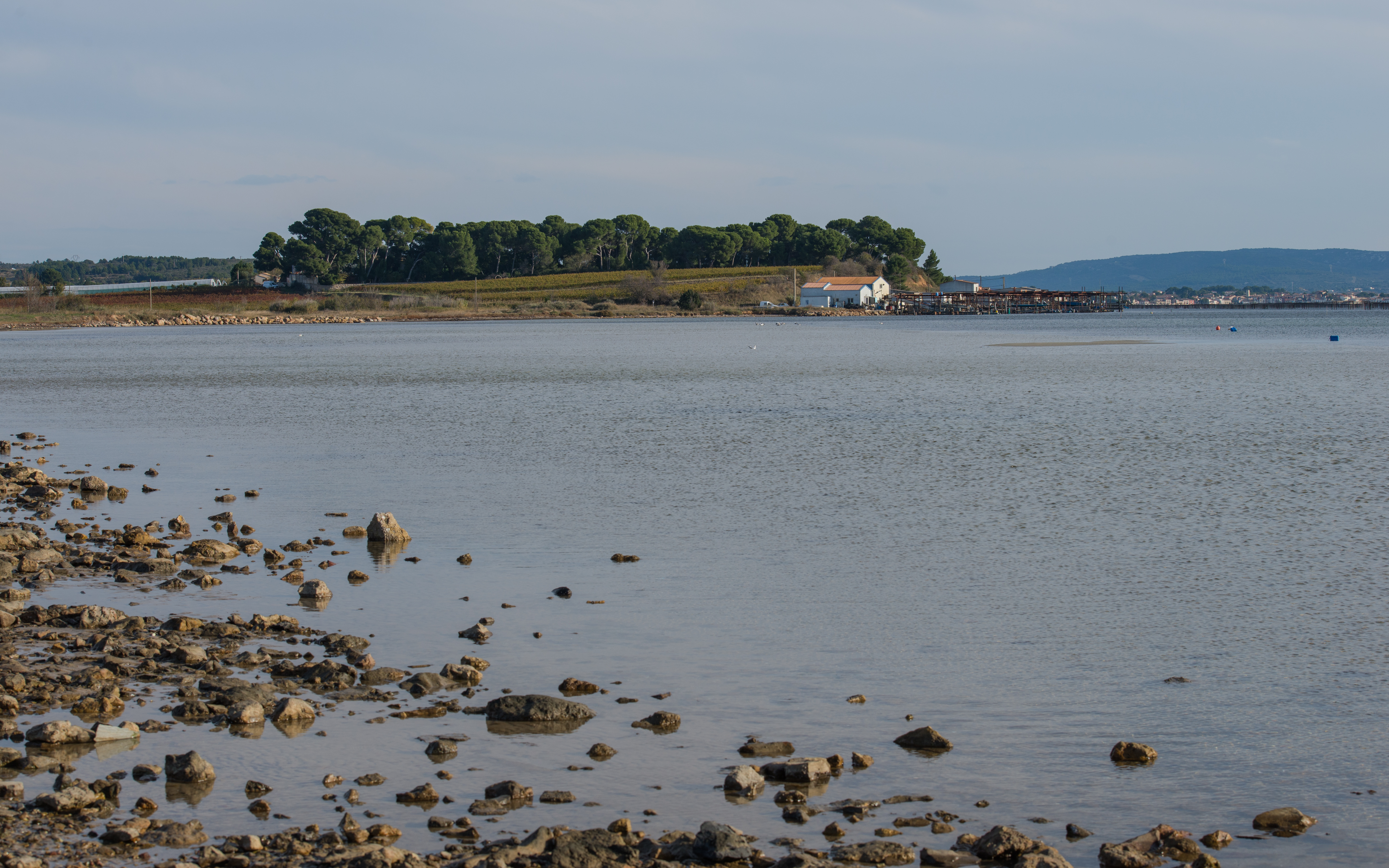

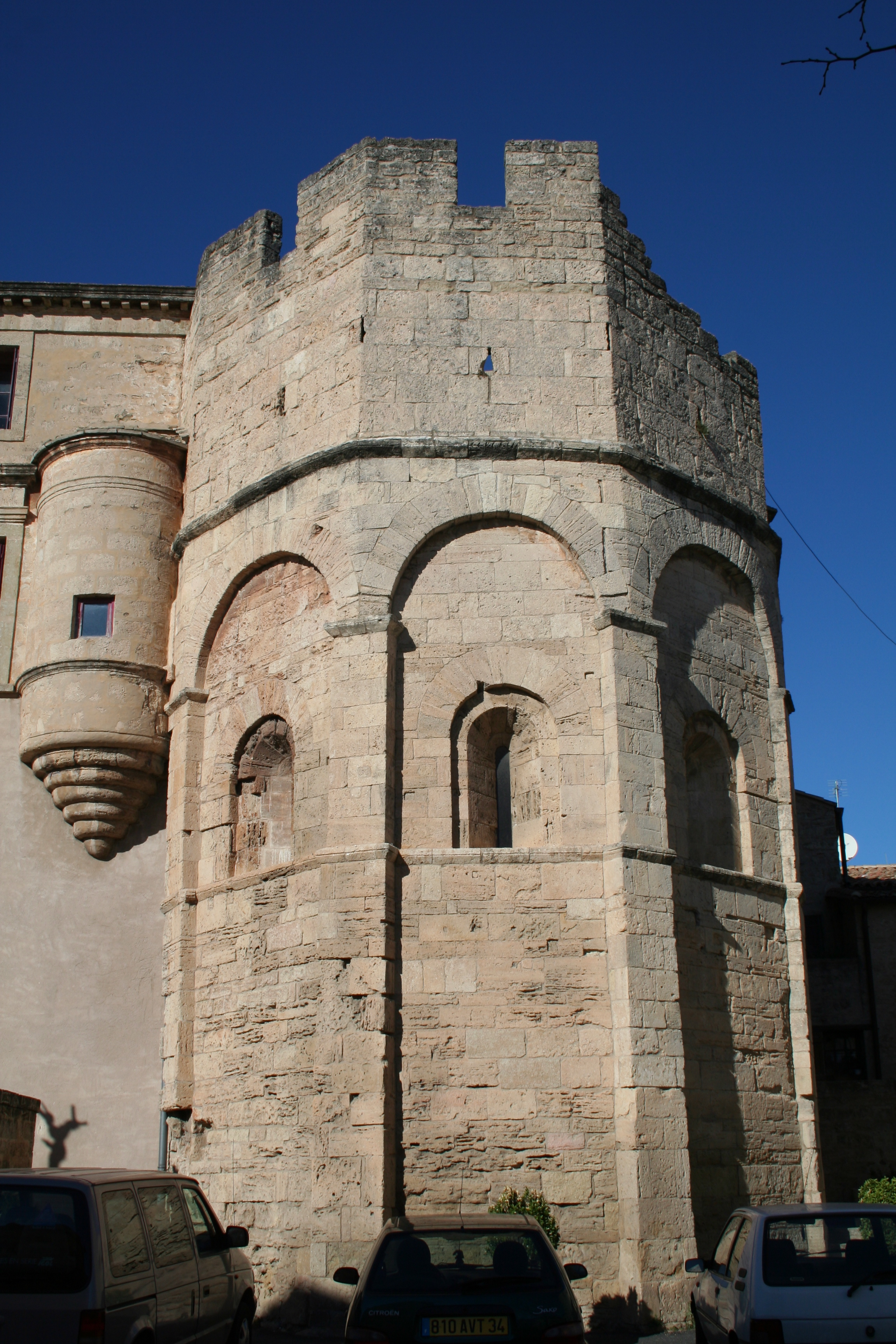
Iglesia de St-Hyppolite

## Demografía
| 871 | 901 | 934 | 1113 | 1289 | 1483 | 2154 |
| Para los censos de 1962 a 1999 la población legal corresponde a la población sin duplicidades (Fuente: INSEE [Consultar]) |     |     |      |      |      |      |